# Liesbet Sommen
Liesbet Sommen (Turnhout, 13 april 1984) is een Belgisch politica voor CD&V. 

## Biografie
Sommen behaalde in 2006 het diploma van master in de politieke wetenschappen aan de Katholieke Universiteit Leuven. Ze was van 2008 tot 2009 vakbondssecretaris bij ACV Openbare Diensten en daarna van 2009 tot 2010 medewerker bij de Senaatsfractie van CD&V, waar ze de dossiers rond sociale zaken, arbeidsmarkt, armoedebestrijding, pensioenen, gezinsbeleid, personen met een handicap en gelijke kansen opvolgde. Van 2010 tot 2011 volgde ze dezelfde materies op als medewerker van de Kamerfractie van de partij.
In 2011 ging ze als raadgever voor pensioenen, sociale zekerheid, armoedebestrijding, gezinsbeleid en personen met een handicap aan de slag op het kabinet van de toenmalige CD&V-vicepremiers Steven Vanackere en Pieter De Crem. Vervolgens was Sommen van 2014 tot 2018 directeur van de cel sociale zaken op het kabinet van vicepremier Kris Peeters. In 2018 werd ze beroepshalve actief bij de Christelijke Mutualiteit, tot 2021 als directeur van de stafdienst en van 2021 tot 2023 als beleidsdirecteur.
Van 2023 tot 2024 was Sommen woordvoerder en coördinator van  Samen voor Slim Statiegeld, een project van Fevia, de federatie van de voedingsindustrie, handelsfederatie Comeos en de afvalverwerkingsmaatschappij Fost Plus om een systeem van statiegeld in te voeren ter bestrijding van zwerfvuil. Sinds 2023 is Sommen ook ambassadrice van de vzw KlimaatContact. 
Liesbet Sommen werd tevens actief in de werking van de CD&V-afdeling in haar woonplaats Sint-Katelijne-Waver.  In 2024 stond ze op de tweede plek van de Europese lijst van CD&V en was zodoende verkiesbaar voor de Europese Parlementsverkiezingen van 9 juni 2024. Ze raakte verkozen en wilde zich in het Europees Parlement onder meer inzetten voor de rechten van plusouders. In het Europees Parlement ging ze zetelen in de commissie Werkgelegenheid en Sociale Zaken en werd ze plaatsvervanger in de commissie s Milieubeheer, Klimaat en Voedselveiligheid, Volksgezondheid en Vrouwenrechten en Gendergelijkheid. Ook is Sommen sinds 2024 voorzitter van de European Union of Christian Democratic Workers (EUCDW).
Ook schrijft Liesbet Sommen opiniestukken voor het magazine Knack.